# Leonel Parris
Leonel Parris (Panama, 13 giugno 1989) è un calciatore panamense, difensore dell'Atlético Veragüense.

## Carriera

### Club
Ha giocato nel campionato spagnolo e colombiano.

### Nazionale
Ha esordito in Nazionale nel 2005.